# 本間光丘
本間 光丘（ほんま みつおか、享保17年12月25日（1733年2月9日） - 享和元年6月1日（1801年7月11日））は、江戸時代、出羽酒田の豪商である。酒田本間氏第3代当主。
通称は久四郎、士分格を得た後は四郎三郎。父は第2代当主の光寿（庄五郎）。また、相場師として著名な本間宗久（久作）は叔父であり、光寿が隠居してから光丘が正式に家業を継ぐまでの間は久作が当主代理を務めた。

## 経歴
本間家は、当初相模国愛甲郡本間村にいたため、本間氏を称したとされる。子孫は佐渡および越後に移り、その分家が出羽庄内に移る。光重（光繁とも）に到って永禄年間、酒田に住んだ。庄三郎のときに酒田の長人になり、家は次第に栄えた。
光丘もまた長人となり、父祖の志を体し、奉公の念厚く、経済の理に通じ、最上川の水利を治めた。天明の大飢饉では金穀を施し、宝暦8年（1758年）には資財をなげうち酒田の西浜に防砂林を植えるなど、功績が多かった。宝暦12年（1762年）、庄内藩はこれを賞して光丘を町年寄とし、明和4年（1767年）には士格に列し、小姓格となした。
また、酒田港口に灯台を建てたり、藩士の借財を整理して本間家の低利な資金に借り換えさせた。
明和5年（1768年）に酒田・鶴岡の両城普請掛を命じられ、備荒貯蓄米24000俵を献じた。功によって500石30人扶持を給せられた。
ときに庄内藩の江戸藩邸が焼失し、そのうえ徳川家慶の加冠の謝恩使を命じられるなどして藩財政は窮乏を極めたが、安永4年（1775年）、藩主・酒井忠徳の命をもって光丘が藩の財政改革に携わることになった。光丘は大いに奔走し、妬む者もあったため一度は辞したが、藩主の命により再びこれにあたり、功績は大いに上がった。
天明8年（1788年）、藩士が富士川、大井川、安倍川の修治を命じられると、藩命によって大坂の巨商から資金を借り入れ、事を弁じた。
寛政3年（1791年）、米沢藩主上杉治憲（鷹山）により隠居の身から中老に就任した莅戸善政は、寛政6年（1794年）に光丘を酒田に訪ねて金穀を借り軍備を修め、田地の開拓などをすることができた。鷹山の治績がおおいに上ったのは、江戸の三谷、越後の渡辺に加えて、光丘の献替が大きかったとされる。莅戸は、光丘の死去のさいには弔文を送ってその死を悼んでいる。また、後に本間光暉（光丘の子である光道の養子）の代になって、庄内藩が幕命で石高が半分の長岡に国替えを命じられたさい（三方領知替え。のちに撤回）、藩の移転費用をねん出するため本間家が他藩や商人に借金を申し入れたところ、足元を見られことごとく断られるなか、米沢藩のみが旧恩に応えて資金を提供してくれた。
寛政4年（1792年）、北海の警備のために大砲10門を献上し、海防に資した。
大正7年（1918年）、特旨をもって正五位を贈られた。
山形県酒田市には光丘を祀る光丘神社（ひかりがおかじんじゃ）が鎮座する。